# 高田忠敬
高田 忠敬（たかだ ただひろ、1941年（昭和16年）4月11日 - ）は、日本の医学者。専門は消化器外科学。特に肝胆膵外科。帝京大学名誉教授。静岡市出身。

## 経歴・人物
1941年、静岡県清水市（現・静岡市清水区）生まれ。1960年、静岡県立静岡高等学校卒業。1966年、千葉大学医学部卒業。1967年、東京女子医科大学消化器病センター外科（医療錬士）。1973年、同助手。1977年、同講師、1981年、東京女子医科大学消化器病センター助教授、帝京大学医学部外科助教授。1991年、帝京大学医学部外科教授。2006年、帝京大学医学部外科主任教授。2007年、帝京大学名誉教授・客員教授。帝京短期大学ライフケア学科長・教授。2008年、帝京平成大学監事。日本肝胆膵外科学会、日本腹部救急医学会を設立、両学会において名誉創立者・名誉理事長を務める。

## 編著
- 『急性膵炎診療ガイドライン』 急性膵炎診療ガイドライン2021改訂出版委員会 編 金原 2021.12
- 『急性膵炎診療ガイドライン』 急性膵炎診療ガイドライン2015改訂出版委員会 編 金原 2015.3
- 『エビデンスに基づいた胆道癌診療ガイドライン』 日本肝胆膵外科学会胆道癌診療ガイドライン作成委員会 編 医学図書 2014.11
- 『急性胆管炎・胆囊炎診療ガイドライン : TG13新基準掲載』 急性胆管炎・胆囊炎診療ガイドライン改訂出版委員会 編 医学図書 2013.3
- 『肝胆膵高難度外科手術』 日本肝胆膵外科学会高度技能医制度委員会 編 医学書院 2010.6
- 『急性膵炎診療ガイドライン』 急性膵炎診療ガイドライン2010改訂出版委員会 編 金原 2009.7
- 『エビデンスに基づいた胆道癌診療ガイドライン』 胆道癌診療ガイドライン作成出版委員会 編 医学図書 2007.11
- 『厚生労働科学研究費補助金医療技術評価総合研究事業急性胆道炎の診療ガイドラインの作成、普及に関する研究研究報告書』 厚生労働科学研究医療技術評価総合研究事業急性胆道炎の診療ガイドラインの作成、普及に関する研究班 2006.3
- 『科学的根拠に基づく急性胆管炎・胆嚢炎の診療ガイドライン』 急性胆道炎の診療ガイドライン作成出版委員会 編 医学図書 2005.9

## 家族
- 兄：高田明和[5]（浜松医科大学名誉教授）